# 观城站
观城站是深圳有轨电车的一个中间站，位于龍華區观澜人民路与环观中路路口，於2017年10月28日随深圳有轨电车第一期线路开通而啟用。

## 车站结构
本车站有一个东西向布局的岛式月台，西北侧即为横坑车辆段，并有联络线连接，作为车辆出入库使用。月台西端设有超级电容变压设备，与马路人行道有天桥（该天桥又叫：观城站天桥）连接，天桥与月台及马路人行道间有两台升降机可供使用。

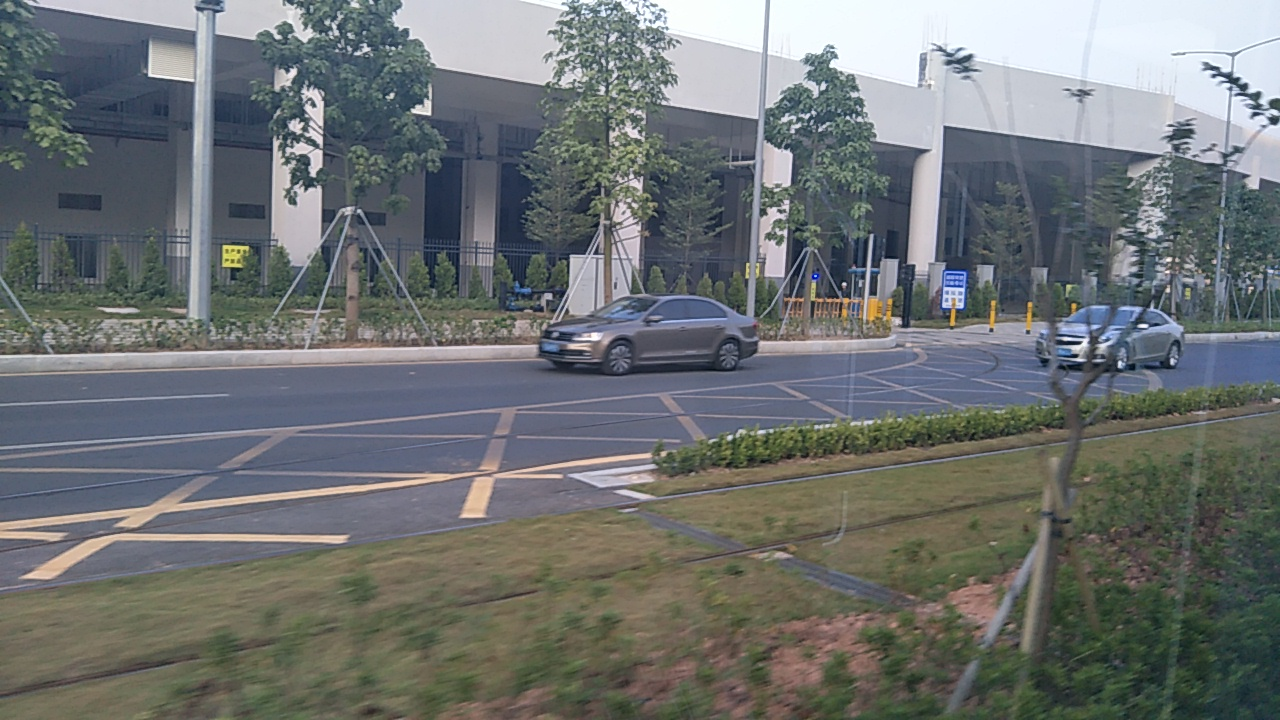
旁边的横坑车辆段

## 车站周边
- 横坑水库
- 横坑车辆段
- 横坑社康中心
- 河西新村

## 歷史
- 2017年10月28日，隨深圳有軌電車開通而啟用。深圳有軌電車的1號綫（清湖至新瀾）、3號綫（新瀾至下圍）经过此站[3]。
- 2017年12月28日，3号线取消，本站发车间隔改為平峰12分钟一班。[4]
- 2018年3月28日，全線提速，班次提升為10分鐘一班[5]。
- 2018年6月28日起，全线第三次压缩行车间隔，行车间隔由之前的10分钟压缩至8分钟。[6]